# Eddie Johnson (piłkarz)
Edward „Eddie” Johnson (ur. 31 marca 1984 w Bunnell) – piłkarz amerykański grający na pozycji napastnika.

## Kariera klubowa
Piłkarskie treningi Johnson rozpoczął w IMG Soccer Academy w mieście Bradenton na Florydzie. W 2001 roku stał się jednym z najmłodszych piłkarzy w historii Major League Soccer, który startował w drafcie, a został wówczas wybrany przez zespół Dallas Burn. Przez pierwsze trzy sezony Johnson był tylko rezerwowym w drużynie z Dallas i w rozgrywkach MLS w tym okresie strzelił 7 goli, a największym sukcesem było dwukrotnie dotarcie do ćwierćfinałów play-off. Dopiero w 2004 roku Eddie zaczął grać w wyjściowej jedenastce Burn i wtedy to strzelił 12 goli w sezonie, ale jego klub nie awansował do play-off. W Dallas Johnson spędził także rok 2005, gdy zespół grał już pod inną nazwą – FC Dallas, ale tamtego sezonu nie mógł zaliczyć do udanych, gdyż zdobył w nim tylko 5 bramek i połowę sezonu opuścił z powodu kontuzji palców stopy.
14 lutego 2006 Johnson podpisał kontrakt z Kansas City Wizards. Jednak i z nowym klubem nie zdołał awansować do play-offów. Międzyczasie latem pojawiły się pogłoski o transferze Johnsona do hiszpańskiego Realu Sociedad, jednak nowy właściciel klubu zaprzestał rozmów o tej transakcji i tym samym Eddie nie stał się trzecim po Kaseyu Kellerze i Tabie Ramosie amerykańskim piłkarzem w Primera División.
23 stycznia 2008 odszedł do angielskiego Fulham, podpisując kontrakt z klubem do lata 2011 roku. W sierpniu 2008 został wypożyczony do Cardiff City na cały następny sezon. W nowej drużynie zadebiutował 26 sierpnia w pojedynku z Milton Keynes Dons. W Cardiff Johnson rozegrał 30 ligowych meczów, w których zdobył dwie bramki. W maju powrócił do Fulham. W styczniu 2010 Johnsona wypożyczono go greckiego Arisu Saloniki. Rok później dołączył do zespołu Preston również na zasadzie wypożyczenia.
W 2012 roku Johnson wrócił do Major League Soccer i został zawodnikiem Seattle Sounders FC. W 2014 roku grał w D.C. United, w którym zakończył karierę.
| Sezon     | Klub                | Kraj              | Rozgrywki      | Mecze | Bramki |
| --------- | ------------------- | ----------------- | -------------- | ----- | ------ |
| 2001      | Dallas Burn         | Stany Zjednoczone | MLS            | 10    | 2      |
| 2002      | Dallas Burn         | Stany Zjednoczone | MLS            | 11    | 2      |
| 2003      | Dallas Burn         | Stany Zjednoczone | MLS            | 22    | 3      |
| 2004      | Dallas Burn         | Stany Zjednoczone | MLS            | 26    | 12     |
| 2005      | FC Dallas           | Stany Zjednoczone | MLS            | 15    | 5      |
| 2006      | Kansas City Wizards | Stany Zjednoczone | MLS            | 19    | 2      |
| 2007      | Kansas City Wizards | Stany Zjednoczone | MLS            | 24    | 15     |
| 2007/2008 | Fulham              | Anglia            | Premier League | 6     | 0      |
| 2008/2009 | Cardiff City        | Anglia            | Championship   | 30    | 2      |
| 2009/2010 | Fulham              | Anglia            | Premier League | 2     | 0      |
| 2009/2010 | Aris FC             | Grecja            | Alpha Ethniki  | 4     | 1      |
| 2010/2011 | Fulham              | Anglia            | Premier League | 11    | 0      |
| 2010/2011 | Preston North End   | Anglia            | Championship   | 16    | 0      |
| 2012      | Seattle Sounders FC | Stany Zjednoczone | MLS            | 28    | 14     |
| 2013      | Seattle Sounders FC | Stany Zjednoczone | MLS            | 21    | 9      |
| 2014      | D.C. United         | Stany Zjednoczone | MLS            | 26    | 7      |

## Kariera reprezentacyjna
W 2003 roku Johnson wystąpił z młodzieżową reprezentacją USA U-17 w Młodzieżowych Mistrzostwach Świata w ZEA. Z USA co prawda odpadł w ćwierćfinale, ale z 4 golami na koncie został królem strzelców turnieju.
W pierwszej reprezentacji Stanów Zjednoczonych Johnson zadebiutował 9 października 2004 w wygranym 2:0 meczu z Salwadorem, rozegranym w ramach kwalifikacji do Mistrzostw Świata w Niemczech i już 4 minuty po wejściu na boisku zdobył gola. Natomiast w meczu z Panamą, wygranym 6:0, ustrzelił hat-tricka, a w meczu z Jamajką (1:1) znów wpisał się na listę strzelców. Ogółem w kwalifikacjach Johnson zdobył 7 bramek i obok Landona Donovana był najskuteczniejszym zawodnikiem Amerykanów. W 2006 Bruce Arena powołał zawodnika do kadry na sam turniej o mistrzostwo świata. Tam był rezerwowym i zaliczył 2 mecze grupowe (oba wchodząc z ławki): przegrane 0:3 z Czechami oraz 1:2 z Ghaną.